# Axis (os)

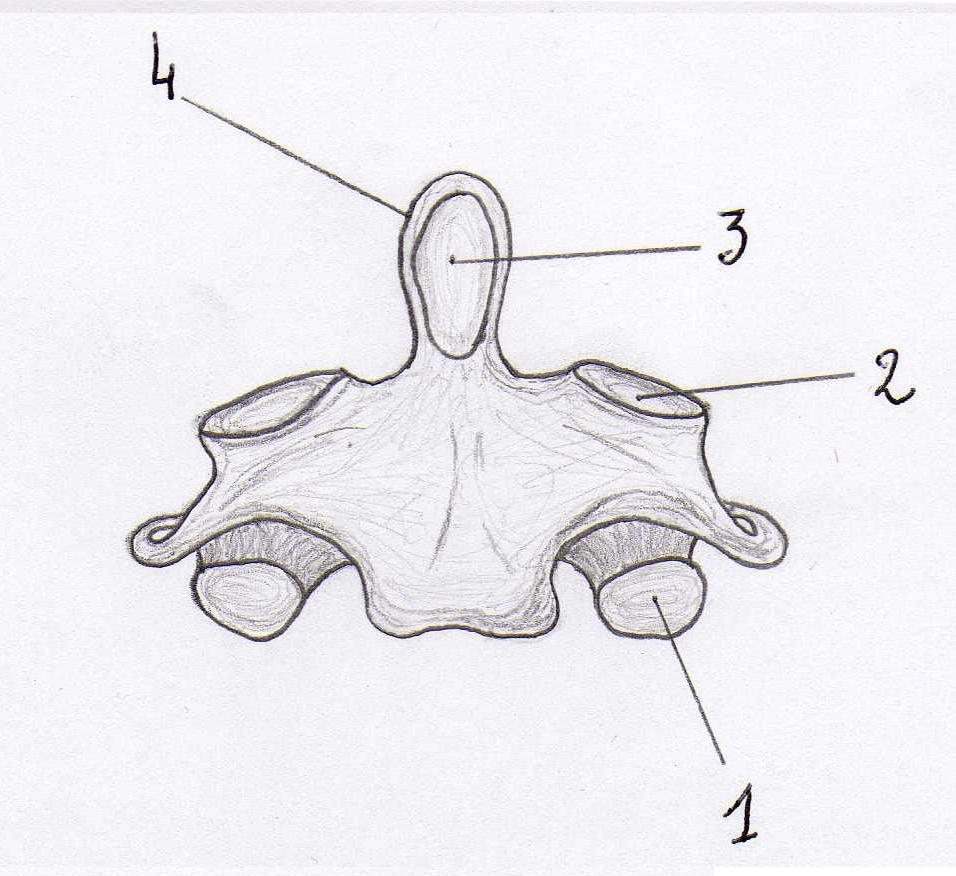
Axis, vue antérieure :
1 : Processus articulaire inférieur ;
2 : Surface articulaire supérieure ;
3 : Surface articulaire antérieure de l'odontoïde ;
4 : Processus odontoïde

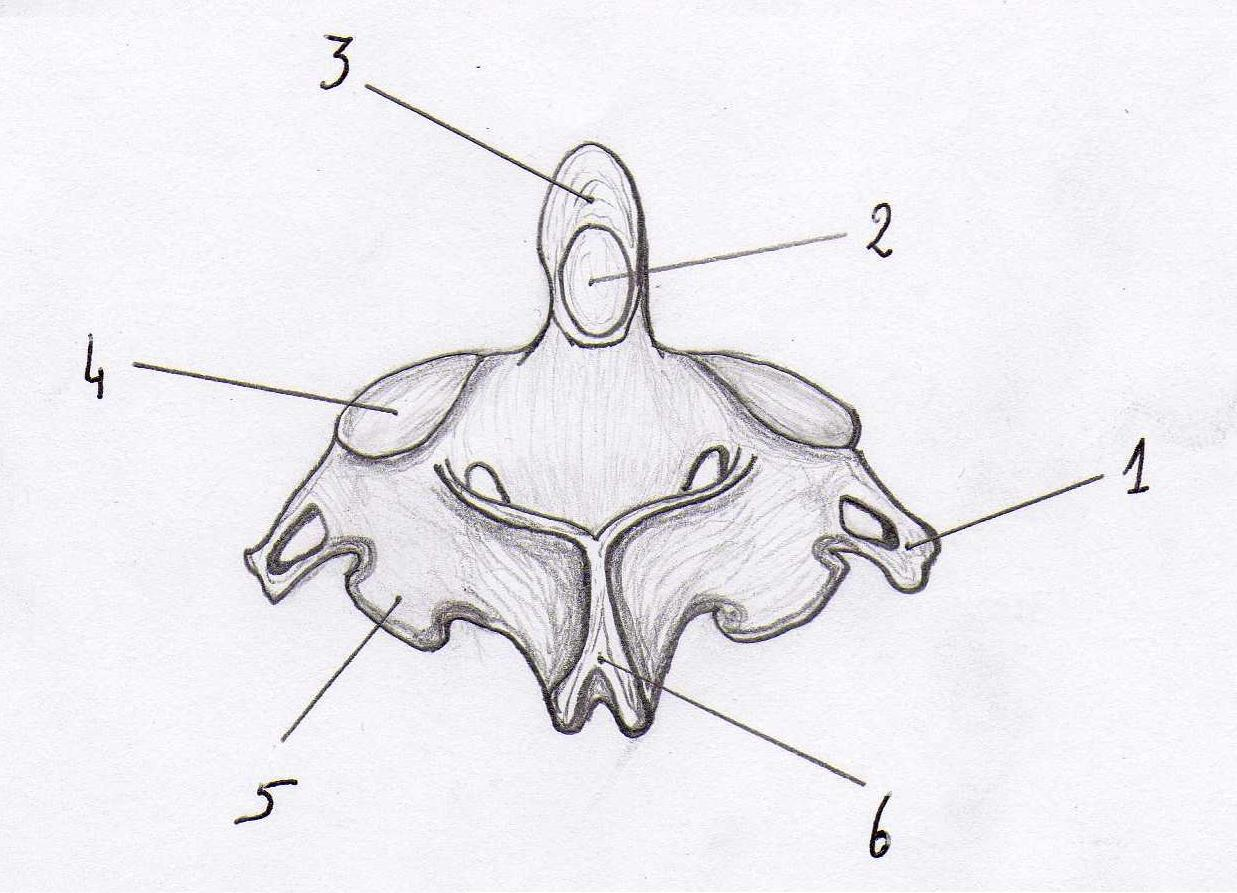
Axis, vue postéro-supérieure :
1 : Processus transverse percé de son foramen transversaire ;
2 : Surface articulaire postérieure de l'odontoïde ;
3 : Processus odontoïde ;
4 : Surface articulaire supérieure ;
5 : Processus articulaire inférieur ;
6 : Processus épineux ;

Pour les articles homonymes, voir Axis et C2.
L'axis est la deuxième vertèbre cervicale (C2). Elle présente comme les autres vertèbres un corps vertébral et un arc vertébral. La  face inférieure de l'axis est identique à celle des autres vertèbres cervicales et est séparée de la troisième vertèbre cervicale par un disque intervertébral. Il se différencie des autres vertèbres cervicales par sa face supérieure.
Chez de nombreux  prédateurs (félins, canidés, ursidés), son épine est beaucoup plus développée car elle permet la rotation du crâne sur l'atlas en arrière : lorsqu'un félin ouvre la gueule, la mâchoire inférieure ne bouge pas, c'est le crâne qui bascule en arrière.  

## Description

### Corps vertébral
Le corps de l'axis est aplati d'avant en arrière. Il présente une face antérieure, une face postérieure, une face inférieure, une face supérieure et deux faces latérales.

#### Face antérieure
En bas de sa face antérieure se présente une crête médiane verticale triangulaire à base inférieure. Elle donne insertion au ligament longitudinal antérieur médialement et au muscle long du cou latéralement.
En haut de sa face antérieure, à la base du processus odontoïde, une crête médiane transversale donne insertion à la membrane atlanto-axoïdienne antérieure. 

#### Face postérieure
La face postérieure est plane et présente des perforations vasculaires.

#### Face inférieure
La face inférieure est concave d'avant en arrière et se prolonge en bas et en avant par un bec.

#### Faces latérales
Sur les faces latérales s'attachent les processus transverses par leur racine antérieure. Leur racine postérieure s'attache au pédicule de l'arc vertébral qui est dans le prolongement postérieur.
Le sommet du processus transverse présente un seul tubercule donnant insertion au muscle scalène moyen.

#### Face supérieure
La face supérieure présente latéralement deux processus articulaires supérieurs qui s'articulent avec l'atlas, et médialement le processus odontoïde.

##### Processus odontoïde
Le processus odontoïde (ou apophyse odontoïde ou dent de l'axis) est cylindro-conique, mesure 15 mm de haut et 1 cm de diamètre.
Il s'engage entre l'arc antérieur de l'atlas et le ligament transverse en dépassant légèrement la face supérieure de l'atlas. On peut lui distinguer trois portions de bas en haut : une base au niveau de la face supérieure, un col rétréci au niveau de l'engagement dans le foramen vertébral de l'atlas et un corps large aplati d'avant en arrière.
La face antérieure du corps présente une facette articulaire convexe qui répond à la surface articulaire de la face postérieure de l'arc antérieur de l'atlas. La face postérieure du corps présente également une facette articulaire convexe qui répond au ligament transverse.
Au-dessus et latéralement s’insèrent les ligaments alaires et au sommet le ligament de l'apex de la dent.

### Arc vertébral
L'arc vertébral est composé des pédicules et des lames.
Les pédicules sont très courts et épais et échancrés en bas. Ils sont prolongés à l'arrière par les lames qui se rejoignent médialement au niveau de la naissance du processus épineux.
Sous les lames se trouvent les surfaces articulaires inférieures. Elles sont situées en arrière et en dehors des surfaces articulaires supérieures. Elles sont identiques à celles des autres vertèbres cervicales.
Le processus épineux présente à l'arrière une échancrure en V ouverte en bas. Sur les faces latérales du processus s’insèrent de haut en bas les muscles grand droit postérieur de la tête, oblique inférieur de la tête et semi-épineux du cou.

### Foramen vertébral
Le foramen vertébral de l'axis est en forme de cœur plus étroit que celui de l'atlas et plus large que celui de la troisième vertèbre cervicale.

## Embryologie

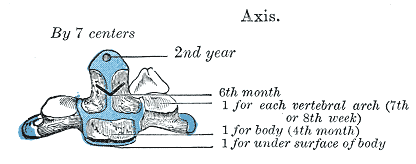
L'axis s'ossifie à partir de cinq centres primaires et de deux centres secondaires.

L'axis s'ossifie à partir de cinq centres primaires et de deux centres secondaires : deux au niveau de l'arc vertébral, un au niveau du corps, deux au niveau de la base du processus odontoïde pour les primaires. Les deux centres secondaires se situent à l'apex du processus odontoïde et vers la surface inférieure du corps.
Vers la septième ou la huitième semaine de la vie fœtale, les centres d'ossification de l'arc.
Vers le quatrième ou le cinquième mois, le centre d'ossification du corps apparaît.
Vers le sixième mois de la vie fœtale, deux centres font leur apparition latéralement à la base du processus odontoïde qui se présente comme un prolongement cartilagineux. Ils se rejoignent avant la naissance pour former une masse conique bilobée profondément fendue vers le haut. La fente est occupée par un coin cartilagineux.
Vers l'âge de deux ans, un point d'ossification apparaît à l'apex du processus odontoïde. L'ossification à partir de ce point se termine vers la douzième année.

## Aspect clinique
Un traumatisme peut entraîner une fracture du processus odontoïde. Ce sont les fractures les plus fréquentes du rachis cervical (9 - 15%). 
Elles sont classées selon la classification d'Anderson et d'Alonzo :
- Type I : fracture de la pointe de l'odontoïde, est une fracture rare et stable (moins de 5 % des cas).
- Type II : fracture du corps de l'odontoïde (entre 55 et 60 % des cas), c'est une fracture instable avec un risque de pseudarthrose.
- Type III : fracture de la base du processus odontoïde (environ 40% des cas) qui s'étend au corps vertébral de l'axis.

L'orientation du trait de fracture dans le plan sagittal conditionne le pronostic de stabilité. Pour cet aspect elles peuvent être classées selon les critères de Roy-Camille :
- Type A : trait oblique en bas et en avant,
- Type B : trait oblique en bas et en arrière,
- Type C : trait horizontal.